# دة علي (فردوس)
دة علي (بالفارسية: ده علی) هي مستوطنة تقع في قسم برون الريفي في إيران.